# Detlef Gojowy
Detlef Gojowy (ur. 7 października 1934 w Freital, zm. 12 października 2008 w Remagen) – niemiecki muzykolog i slawista, zajmujący się muzyką polską i radziecką.
Detlef Gojowy uczęszczał do związanej z drezdeńskim chórem chłopięcym Kreuzschule w Dreźnie, studiował w Berlinie i Getyndze germanistykę, muzykologię i slawistykę. 
W Getyndze uzyskał dyplom na podstawie pracy Moderne Musik in der Sowjetunion bis 1930 (Współczesna muzyka radziecka do roku 1930). W roku 1967 dzięki stypendium Niemieckiej Centrali Wymiany Akademickiej DAAD przebywał w Moskwie i Leningradzie. Współpracował z Instytutem Jana Sebastiana Bacha w Getyndze i z Niemiecką Radą Muzyki (Deutscher Musikrat), następnie był redaktorem w dziale Nowej Muzyki w Radio Bremen, a w latach 1976-1997 w Westdeutscher Rundfunk w Kolonii
Prace muzykologiczne Gojowego dotyczą dzieł Jana Sebastiana Bacha oraz muzyki Europy Wschodniej XX wieku. Napisał monografie Dmitrija Szostakowicza i Augustyna Blocha oraz książkę o nowej muzyce radzieckiej lat dwudziestych.
Uczestniczył w organizacji kongresów muzykologicznych w Heidelbergu, Dreźnie, Saarbrücken, Jenie, Lovran i Berlinie.